# DSB řada MY
Řada MY inv. č. 1101 - 1159 představuje lokomotivy DSB dodávané v letech 1954 - 1965 švédskou firmou NOHAB. Stroje 1101 - 1104 jsou spolu s norskou lokomotivou Di 3.602 prvními nohabkami, tedy lokomotivami typu AA16 vůbec. Od řady MY byla odvozena lehčí varianta MX s dvanáctiválcovým motorem.

## Historie
Dánské státní dráhy již od konce 40. let usilovaly o náhradu parní trakce a proto vstoupily do jednání s firmou General Motors. Poté, co byly v roce 1951 předloženy první návrhy, objednaly DSB v roce 1952 u švédské firmy NOHAB čtyři motorové lokomotivy s maximální rychlostí 133 km/h a s uspořádáním náprav (A1A)’(A1A)’, odvozené z americké konstrukce FP7. Lokomotivy byly vybaveny šestnáctiválcovými dvoudobými vznětovými motory GM 16.567B o výkonu 1265 kW firmy General Motors (GM) s vrtáním 216 mm, zdvihem 254 mm a zdvihovým objemem 567 krychlových palců, tj. 9,3 l. S hmotností pouhých 98,6 t a nápravovým tlakem necelých 17 t vyhovovaly tehdejším hlavním tratím. Lokomotivy byly vybaveny nádržemi na naftu o objemu 3400 l a parními generátory Vapor-Clarkson pro vytápění vlaků. Lokomotivy byly dodány v roce 1954 a označeny řadou MY. Definitivně převzaty byly v roce 1956.
Druhá série 40 strojů čísel 1105 - 1144 byla dodána v letech 1957-58. Tyto stroje měly hmotnost 101,6 t a byly (kromě 1105) vybaveny motory 567C o výkonu 1433 kW. Poslední série strojů 1145 - 1159 se shodnými parametry, avšak s motory 567D1 byla dodána v letech 1964-65.
Ne všechny lokomotivy zůstaly v provedení z výroby. V roce 1968 byly na stroje 1109 a 1134 dosazeny motory 567B, totéž se stalo v roce 1973 s 1144. Zároveň s tím byly všechny lokomotivy s motory 567B přeznačeny na řadu MV - jednalo se o stroje 1101, 1102, 1104, 1109, 1134 a 1144.
Motory 567C byly naopak v roce 1968 dosazeny na 1103 a 1105, v roce 1973 na 1104, v roce 1981 na 1134 a v roce 1984 na 1101. Lokomotivy řady MV byly při té příležitosti přeznačeny na MY.
V roce 1986 dostaly stroje 1154, 1156, 1157, 1158 a 1159 agregát pro napájení soupravy s motorem MTU.
V roce 1996 bylo u DSB v provozu ještě 23 lokomotiv MY. Poslední byly vyřazeny z pravidelného provozu v roce 2001. DSB si ponechaly pro zvláštní jízdy stroj 1135. Kromě muzejních strojů byla část lokomotiv sešrotována, část prodána soukromým dopravcům ve Švédsku, Dánsku a Norsku.